# Catapyrenium
Catapyrenium Flot. (łuskotek) – rodzaj grzybów z rodziny brodawnicowatych (Verrucariaceae). Ze względu na współżycie z glonami zaliczany jest do grupy porostów.

## Systematyka i nazewnictwo
Pozycja w klasyfikacji według Index Fungorum: Verrucariaceae, Verrucariales, Chaetothyriomycetidae, Eurotiomycetes, Pezizomycotina, Ascomycota, Fungi.
Synonimy nazwy naukowej: Endopyrenium Flot., Involucrocarpon Servít.
Nazwa polska według W. Fałtynowicza.

## Gatunki występujące w Polsce
- Catapyrenium cinereum (Pers.) Körb. 1855 – łuskotek popielaty, skórnica popielata
- Catapyrenium daedaleum (Kremp.) Stein 1879 – łuskotek kształtny, skórnica kształtna
- Catapyrenium michelii (A. Massal.) R. Sant. 1980 – łuskotek Micheliego, obierek Micheliego, skórnica Micheliego
- Catapyrenium rufescens (Ach.) Breuss 1985 – łuskotek rudawy, obierek rudawy
- Catapyrenium squamulosum (Ach.) Breuss 1985 – łuskotek wątrobiasty, obierek wątrobiasty, skornica wątrobiasta
- Catapyrenium waltheri (Kremp.) Körb. 1855 – łuskotek Waltera, płoszczyk Waltera, skórnica Waltera

Nazwy naukowe na podstawie Index Fungorum. Nazwy polskie według checklist W. Fałtynowicza.